# Władysław II. (Płock)
Władysław II. (* 1448; † 27. Februar 1462) war ein Herzog in Masowien, ab 1455 Fürst von Rawa, Płock, Bels, Płońsk, Zawkrze und Wizna, ab 1459 auch in Gostynin. Bis 1461 wurde eine Regentschaft für ihn ausgeübt.

## Leben
Władysław II. war der jüngere Sohn von Herzog Władysław I. († 1455) und der schlesischen Prinzessin Anna von Oels. Nach dem Tod seines Vaters 1455 wurde er zusammen mit seinem Bruder Siemowit VI. in die Regierungsgeschäfte in Masowien eingeführt. Die Regentschaft übte bis 1459 seine Mutter zusammen mit dem Płocker Bischof Paweł Giżycki und ab 1459 bis 1461 sein Bruder aus. 1459 erbte er von seiner Tante das Herzogtum Gostynin. In der Silvesternacht von 1461 auf 1462 verstarb sein Bruder und er erbte dessen Ländereien. Doch bereits knapp zwei Monate später verstarb auch Władysław mit ca. vierzehn Jahren. Als Todesursache wurde Vergiftung oder Tuberkulose angenommen.

## Ehe und Familie
Herzog Władysław heiratete nicht und hatte keine Kinder. Nach seinem Tod wurde er in der Kathedrale von Płock bestattet. Seine Ländereien wollte König Kasimir IV. Andreas als erledigtes Lehen in die polnische Krone einverleiben. Dem widersetzte sich jedoch die Tante Władysławs, Katharine von Masowien. Daher wurden nur die Herzogtümer Bels, Rawa und Gostynin eingezogen, 1476 auch Sochaczew. Die restlichen Ländereien kamen zum Herzogtum Warschau.